# Premi Ariel a la millor coactuació femenina
El Premi Ariel a la Millor Coactuació Femenina és un premi atorgat per l'Acadèmia Mexicana d'Arts i Ciències Cinematogràfiques en honor de les actrius que treballen en la indústria i són considerades la millor de l'any anterior, en un personatge secundari. Els anys del premi correspon a l'any de realització de la cerimònia, encara que les pel·lícules premiades siguin llançades durant l'any anterior.

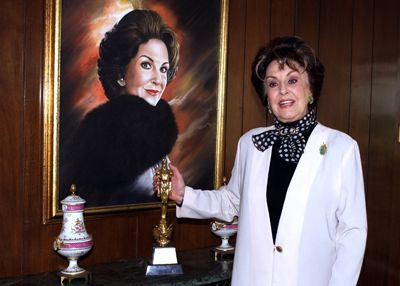
Marga López fou nominada dos cops i va guanyar amb Soledad el 1948.

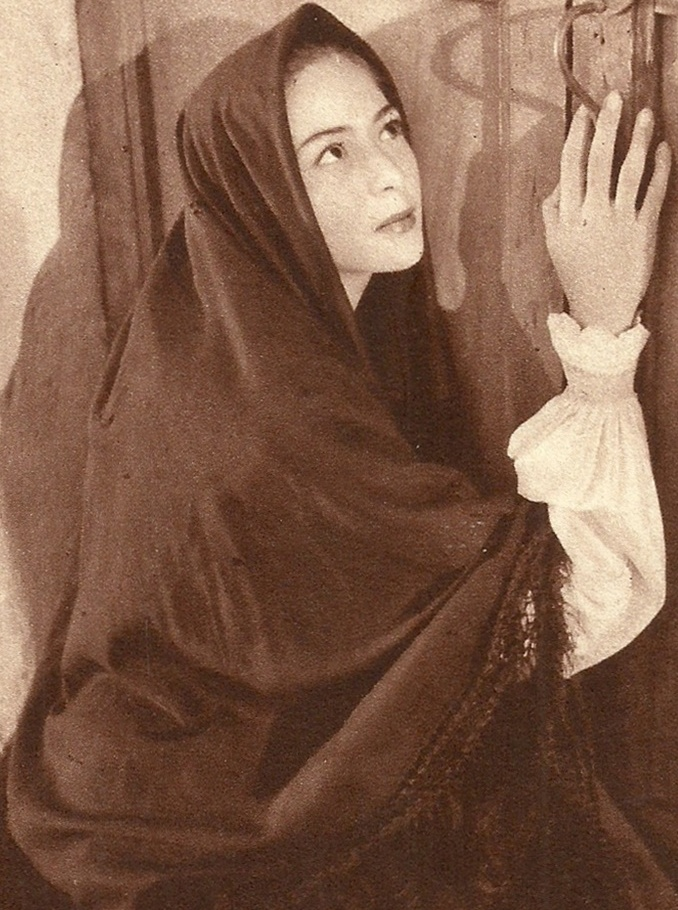
Columba Domínguez va guanyar el 1949 pel seu paper a Maclovia.

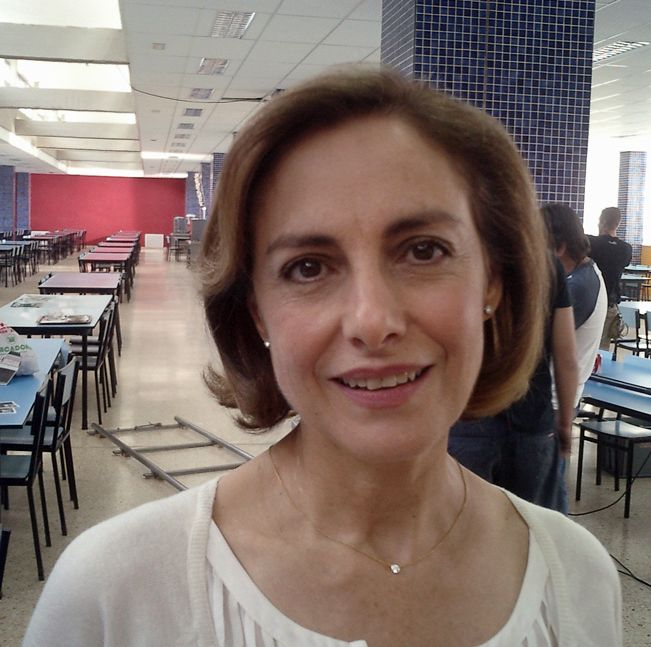
Diana Bracho va guanyar dos cops amb El castillo de la pureza (1973) i El Infierno de Todos Tan Temido (1980).

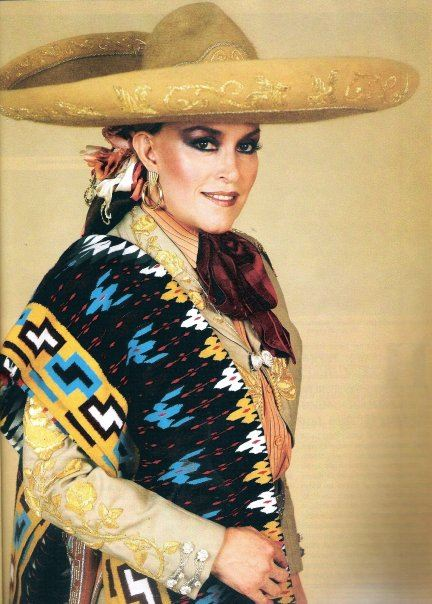
Lucha Villa va rebre el premi per El lugar sin límites in 1978.

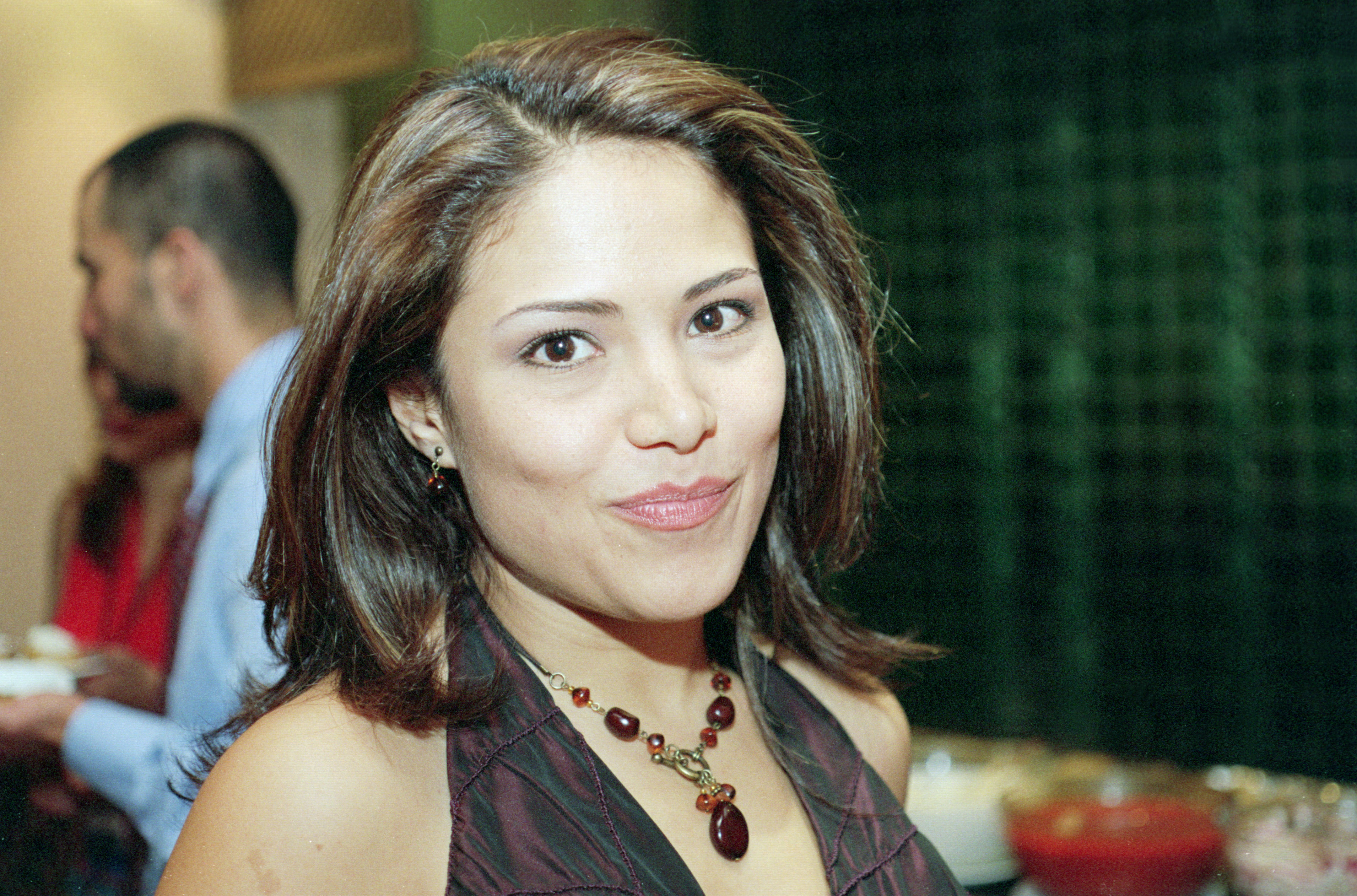
Vanessa Bauche fou nominada tres cops i va guanyar amb 'De la calle el 2002.

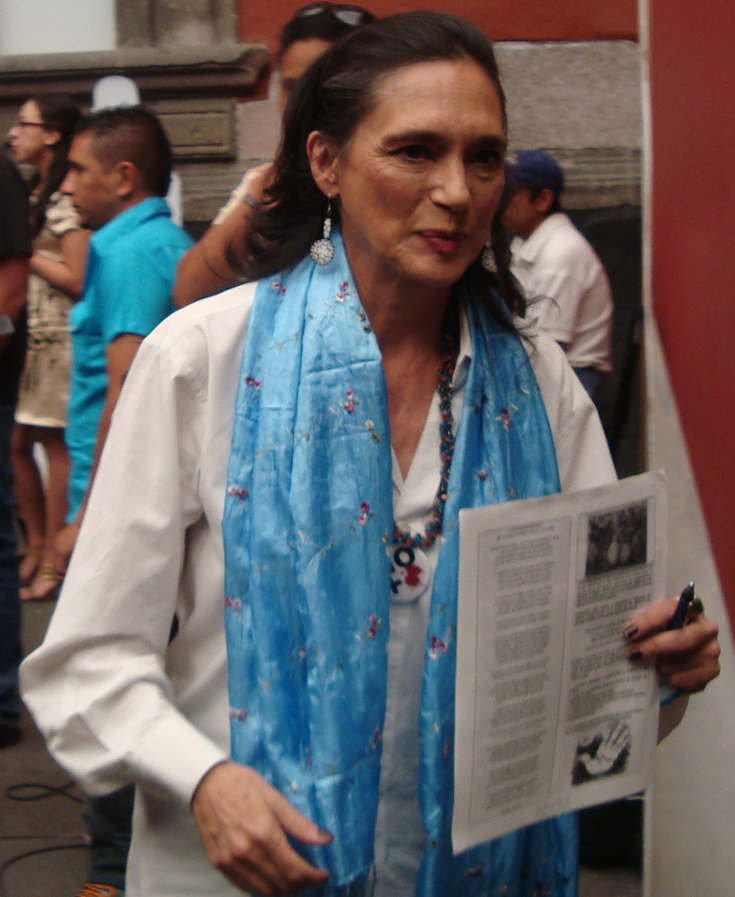
Ofelia Medina va guanyar el premi dos cops per les pel·lícules Voces inocentes (2005) i Las buenas hierbas (2011).

En la fase per a triar a la guanyadora, les interpretacions més destacades són triades pel consell de l'acadèmia, per mitjà d'una contrasenya per al vot electrònic. En l'etapa de nominació i premiación, el vot és secret. En les primeres 14 lliuraments les nominades i guanyadores eren triades per un consell acadèmic. De 1972 a 1997 el govern triava un comitè anualment per a dur a terme els premis. Des de 1998 l'Acadèmia tria als seus propis membres.
En 60 lliuraments, el premi s'ha lliurat a 47 actrius diferents. L'actriu més nominada és Ana Ofelia Murguía amb 8 nominacions. Mentre Ana Ofelia Murguía e Isela Vega són les màximes guanyadores, amb 3 reconeixements ambdues.

## Introducció

### Múltiples nominacions i victòries
Actrius mes premiades
- 3 Arieles: Ana Ofelia Murguía, Isela Vega.
- 2 Arieles: Angélica Aragón, Diana Bracho, Katy Jurado, Ofelia Medina, Lilia Michel, Adriana Paz, Angelina Peláez, Eileen Yáñez.

Actrius més nominades
- 8 nominacions: Ana Ofelia Murguía.
- 6 nominacions: Angélica Aragón.
- 4 nominacions: Carmelita González, Mayra Sérbulo, Isela Vega.
- 3 nominacions: Vanessa Bauche, Diana Bracho, Cassandra Ciangherotti, Claudia Guzmán, Luisa Huertas, Ana Martín, Carmen Montejo, Adriana Paz, Angelina Peláez.
- 2 nominacions: Anita Blanch, Meche Carreño, Sonia Couoh, Amanda del Llano, María Douglas, Blanca Guerra, Leticia Huijara, Katy Jurado, Margarita Isabel, Verónica Langer, Marga López, Gloria Marín, Ofelia Medina, Lilia Michel, Gina Morett, Regina Orozco, Arcelia Ramírez, María Rojo, Tiaré Scanda, Patricia Reyes Spíndola, Eileen Yáñez.

## Guanyadores de l'Ariel a la millor coactuación femenina
Entre 1959 i 1971 el premi va ser suspès.

### Dècada de 2020
| Edició          | Actriu            | Pel·lícula        | Paper        |
| --------------- | ----------------- | ----------------- | ------------ |
| 2020 62a edició | Mónica del Carmen | Asfixia           | Concha       |
| 2020 62a edició | Dolores Heredia   | Chicuarotes       | Tonchi       |
| 2020 62a edició | Bárbara Mori      | El complot mongol | Martita Fong |
| 2020 62a edició | Ximena Romo       | Esto no es Berlín | Rita Romero  |
| 2020 62a edició | Dolores Heredia   | Sonora            | Doña Rosario |

### Dècada de 2010
| Edició                  | Actriu                                 | Pel·lícula                    | Paper                       |
| ----------------------- | -------------------------------------- | ----------------------------- | --------------------------- |
| 2019 61a edició         | Marina de Tavira                       | Roma                          | Sra. Sofía                  |
| 2019 61a edició         | Cassandra Ciangherotti                 | El club de los insomnes       | Danny                       |
| 2019 61a edició         | Cassandra Ciangherotti                 | Las niñas bien                | Alejandra                   |
| 2019 61a edició         | Paulina Gaitán                         | Las niñas bien                | Ana Paula Haddad            |
| 2019 61a edició         | Teresita Sánchez                       | La camarista                  | Minitoy                     |
| 2018 60a edició         | Verónica Toussaint                     | Oso polar                     | Flor Pastrana               |
| 2018 60a edició         | Simone Bucio                           | La región salvaje             | Verónica                    |
| 2018 60a edició         | Tessa Ia                               | Los adioses                   | Rosario Castellanos (joven) |
| 2018 60a edició         | Joanna Larequi                         | Las hijas de Abril            | Clara                       |
| 2018 60a edició         | Fátima Molina                          | Sueño en otro idioma          | Lluvia                      |
| 2017 59a edició         | Adriana Paz                            | La caridad                    | Eva                         |
| 2017 59a edició         | Carmen Beato                           | Los parecidos                 | Gertrudis                   |
| 2017 59a edició         | Xochiquetzal Rodríguez                 | La carga                      | Mujer Coyolli               |
| 2017 59a edició         | Tiaré Scanda                           | El cumple de la abuela        | Diana                       |
| 2017 59a edició         | Mariana Treviño                        | La vida inmoral               | Martina Jiménez             |
| 2016 58a edició         | Adriana Paz                            | Hilda                         | Hilda                       |
| 2016 58a edició         | Vanessa Bauche                         | Elvira, te daría mi vida      | Luisa                       |
| 2016 58a edició         | Cassandra Ciangherotti                 | Tiempos felices               | Mónica Villalobos           |
| 2016 58a edició         | Alicia Quiñonez                        | Las elegidas                  | Perla                       |
| 2016 58a edició         | Isela Vega                             | El Jeremías                   | Herminia                    |
| 2015 57a edició         | Isela Vega                             | Las horas contigo             | Abuela Camín                |
| 2015 57a edició         | Mercedes Hernández                     | La tirisia                    | Serafina                    |
| 2015 57a edició         | Margarita Sanz                         | Las oscuras primaveras        | María                       |
| 2015 57a edició         | Cecilia Suárez                         | Las oscuras primaveras        | Flora                       |
| 2015 57a edició         | Mima Vucović-Kurić                     | La guerra de Manuela Jankovic | Lazla Jankovic              |
| 2014 56a edició         | Lisa Owen                              | Los insólitos peces gato      | Martha Guillen              |
| 2014 56a edició         | Sonia Couoh                            | Potosí                        | Verónica Ponce.             |
| 2014 56a edició         | Mariana Gajá                           | No quiero dormir sola         | Amanda                      |
| 2014 56a edició         | Linda González                         | Heli                          | Sabrina                     |
| 2014 56a edició         | Rebecca Jones                          | Tercera llamada               | Amanda "La diva"            |
| 2013 56a edició         |                                        |                               |                             |
| Angelina Peláez         | La vida precoz y breve de Sabina Rivas | Doña Lita                     |                             |
| María del Carmen Farías | El sueño de Lú                         | Laura Alfaro                  |                             |
| Sharon Herrera          | El premio                              | Silvia                        |                             |
| 2012 55a edició         |                                        |                               |                             |
| Eileen Yáñez            | Días de gracia                         | Maxedonia                     |                             |
| Norma Angélica          | Acorazado                              |                               |                             |
| Nailea Norvind          | La otra familia                        | Nina Cabrera                  |                             |
| 2011 54a edició         |                                        |                               |                             |
| Ofelia Medina           | Las buenas hierbas                     | Lala                          |                             |
| Luisa Huertas           | La mitad del mundo                     | Graciana                      |                             |
| Carolina Politti        | Hidalgo: La historia jamás contada     | Beata Isabel Berenguer        |                             |
| María Rojo              | El infierno                            | Mary Reyes                    |                             |
| 2010 52a edició         |                                        |                               |                             |
| Angelina Peláez         | Cinco días sin Nora                    | Fabiana                       |                             |
| Verónica Langer         | Cinco días sin Nora                    | Tía Leah Kurtz                |                             |
| Sonia Couoh             | Norteado                               | Cata                          |                             |

### Dècada del 2000
| Edició             | Actriu                                  | Pel·lícula          | Paper |
| ------------------ | --------------------------------------- | ------------------- | ----- |
| 2009 51a edició    |                                         |                     |       |
| Eileen Yáñez       | Desierto adentro                        | Micaela             |       |
| Adriana Paz        | Rudo y Cursi                            | Toña                |       |
| Daniela Valentine  | Lake Tahoe                              | Lucía               |       |
| 2008 50a edició    |                                         |                     |       |
| Maria Pankratz     | Luz silenciosa                          | Marianne            |       |
| Miriana Moro       | Drama/Mex                               | Tigrillo            |       |
| Mayra Sérbulo      | La zona                                 | Ernestina           |       |
| 2007 49a edició    |                                         |                     |       |
| Isela Vega         | Fuera del cielo                         | Sra. Sánchez        |       |
| Alejandra Gollás   | Efectos secundarios                     | Mimí                |       |
| Martha Higareda    | Fuera del cielo                         | Elisa Rojas         |       |
| 2006 48a edició    |                                         |                     |       |
| Gina Morett        | Noticias lejanas                        | Amelia              |       |
| Aída López         | Mezcal                                  | Isabel              |       |
| Mayra Sérbulo      | Mezcal                                  | Martha              |       |
| 2005 47a edició    |                                         |                     |       |
| Ofelia Medina      | Voces inocentes                         | Mamá Toya           |       |
| Yuriria del Valle  | Manos libres                            | Sara                |       |
| Paloma Woolrich    | Santos peregrinos                       | Chole               |       |
| 2004 46a edició    |                                         |                     |       |
| Clarisa Rendón     | Mil nubes de paz                        | Nadia               |       |
| Regina Blandón     | El misterio del Trinidad                | Ana Aguirre         |       |
| Maite Embil        | La tregua                               | Blanca Santome      |       |
| 2003 45a edició    |                                         |                     |       |
| Angélica Aragón    | El crimen del padre Amaro               | Agustina Sanjuanera |       |
| Leticia Huijara    | Ciudades oscuras                        | Rosario             |       |
| Arcelia Ramírez    | Francisca, ¿de qué lado estás?          | Lucía               |       |
| 2002 44a edició    |                                         |                     |       |
| Vanessa Bauche     | De la calle                             | Amparo              |       |
| Diana Bracho       | Las caras de la luna                    | Magdalena Hoyos     |       |
| Mayra Sérbulo      | Cuentos de hadas para dormir cocodrilos | Refugio             |       |
| 2001 43a edició    |                                         |                     |       |
| Arcelia Ramírez    | Perfume de violetas                     | Alicia              |       |
| Ana Ofelia Murguía | Su alteza serenísima                    | La Salamandra       |       |
| Fabiana Perzabal   | Crónica de un desayuno                  | Blanca              |       |
| 2000 42a edició    |                                         |                     |       |
| Isela Vega         | La ley de Herodes                       | Doña Lupe           |       |
| Ángeles Cruz       | Rito terminal                           | Celia / Guadalupe   |       |
| Mónica Dionne      | Sexo, pudor y lágrimas                  | María               |       |

### Dècada del 1990
| Edició                 | Actriu                         | Pel·lícula                  | Paper                      |
| ---------------------- | ------------------------------ | --------------------------- | -------------------------- |
| 1999 41a edició        |                                |                             |                            |
| Katy Jurado            | El evangelio de las maravillas | Mamá Dorita                 |                            |
| Luisa Huertas          | Un embrujo                     | María                       |                            |
| Mayra Sérbulo          | Un embrujo                     | Lupita                      |                            |
| 1998 40a edició        |                                |                             |                            |
| Martha Navarro         | De noche vienes, Esmeralda     | Lucita                      |                            |
| Zaide Silvia Gutiérrez | Por si no te vuelvo a ver      | Silvia                      |                            |
| Angelina Peláez        | Por si no te vuelvo a ver      | Diana Menchaca              |                            |
| 1997 39a edició        |                                |                             |                            |
| Julieta Egurrola       | Profundo carmesí               | Juanita Norton              |                            |
| Angélica Aragón        | De muerte natural              | Nicolasa                    |                            |
| Verónica Merchant      | Profundo carmesí               | Rebeca Sampedro             |                            |
| 1996 38a edició        | Ana Ofelia Murguía             | La reina de la noche        | Victoria Aceves            |
| 1996 38a edició        | Delia Casanova                 | Sobrenatural                | Madame Endor               |
| 1996 38a edició        | Lourdes Elizarrarás            | Mujeres insumisas           | Clotilde Pacheco           |
| 1996 38a edició        | Blanca Guerra                  | Salón México                | Almendrita                 |
| 1996 38a edició        | Gina Morett                    | Sin remitente               | Bety                       |
| 1996 38a edició        | Regina Orozco                  | Mujeres insumisas           | Chayo Gómez de la Cadena   |
| 1996 38a edició        | Leticia Perdigón               | Doble indemnización         | Rosario                    |
| 1995 37a edició        | Margarita Isabel               | Dos crímenes                | Amalia Tarragona           |
| 1995 37a edició        | Vanessa Bauche                 | Hasta morir                 | Esther "La güera"          |
| 1995 37a edició        | Leticia Huijara                | Dos crímenes                | Carmen Medina "La chamuca" |
| 1995 37a edició        | Ana Ofelia Murguía             | El jardín del Edén          | Juana                      |
| 1995 37a edició        | Tiaré Scanda                   | El callejón de los milagros | Marú                       |
| 1994 36a edició        | Angélica Aragón                | Novia que te vea            | Sarica Mataraso            |
| 1994 36a edició        | Ada Carrasco                   | Un año perdido              | Doña Ema                   |
| 1994 36a edició        | Luisa Huertas                  | Principio y fin             | Isabel                     |
| 1994 36a edició        | Verónica Langer                | Novia que te vea            | Raquel Groman              |
| 1994 36a edició        | Regina Orozco                  | Dama de noche               | Salomé                     |
| 1993 35a edició        |                                |                             |                            |
| Meche Barba            | Los años de Greta              | Gloria                      |                            |
| Angélica Aragón        | Gertrudis                      | Pilar Molina                |                            |
| Lilia Aragón           | Ángel de fuego                 | Refugio                     |                            |
| 1992 34a edició        |                                |                             |                            |
| Claudette Maillé       | Como agua para chocolate       | Gertrudis de la Garza       |                            |
| Pilar Aranda           | Como agua para chocolate       | Chencha                     |                            |
| Malena Doria           | La mujer de Benjamín           | Micaela                     |                            |
| 1991 33a edició        |                                |                             |                            |
| Claudia Fernández      | Por tu maldito amor            | Elvira Grajales             |                            |
| Angélica Aragón        | Pueblo de madera               | Sra. de Tienda              |                            |
| 1990 32a edició        |                                |                             |                            |
| Laura Forastieri       | El homicida                    | Tnte. Cecilia Gámez         |                            |
| Claudia Guzmán         | Violencia a domicilio          | Paty                        |                            |
| Alma Delfina           | Casos de alarma                | Carolina                    |                            |

### Dècada del 1980
| Edició                       | Actriu                           | Pel·lícula                    | Paper |
| ---------------------------- | -------------------------------- | ----------------------------- | ----- |
| 1989 31a edició              |                                  |                               |       |
| Dolores Beristáin            | El secreto de Romelia            | Romelia Orantes               |       |
| Claudia Guzmán               | Violación                        | Jeanette                      |       |
| Patricia Pereyra             | Camino largo a Tijuana           | Lila                          |       |
| 1988 30a edició              |                                  |                               |       |
| Saby Kamalich                | Mariana, Mariana                 | Madre de Carlos               |       |
| Angélica Aragón              | La furia de un dios              | Leonor O'Riley                |       |
| Patricia Reyes Spíndola      | Los confines                     | Mujer                         |       |
| 1987 29a edició              |                                  |                               |       |
| Claudia Guzmán               | Terror y encajes negros          | Coquis                        |       |
| Ana Ofelia Murguía           | Chido Guan, el tacos de oro      | Doña Meche                    |       |
| Alejandra Peniche            | Noche de califas                 |                               |       |
| 1986 28a edició              |                                  |                               |       |
| Ana Ofelia Murguía           | Los motivos de Luz               | Suegra de Luz                 |       |
| Gina Romand                  | Gavilán o paloma                 | Natalia "Kiki" Herrera Calles |       |
| Dunia Saldívar               | Los motivos de Luz               | Vecina de Luz                 |       |
| 1985 27a edició              |                                  |                               |       |
| Margarita Sanz               | Frida, naturaleza viva           | Matilde Calderón              |       |
| Eugenia D'Silva              | Vidas errantes                   | Doña Luisa                    |       |
| Josefina González de la Riva | Vidas errantes                   | La Muchacha                   |       |
| 1984 26a edició              |                                  |                               |       |
| Carmelita González           | Motel                            | Carolina López                |       |
| Margarita Isabel             | Las apariencias engañan          | Yolanda                       |       |
| Beatriz Marín                | Bajo la metralla                 | Marta                         |       |
| 1983 25a edició              |                                  |                               |       |
| Patricia Rivera              | Tiempo de lobos                  | Judith                        |       |
| Carmelita González           | La pachanga                      | Doña Eugenia                  |       |
| Gloria Marín                 | Aquel famoso Remington           | Tita                          |       |
| 1982 24a edició              |                                  |                               |       |
| Julissa                      | D.F./Distrito Federal            | Prostituta                    |       |
| Viridiana Alatriste          | La seducción                     | Mariana Sampedro              |       |
| Ana Ofelia Murguía           | Ora sí ¡tenemos que ganar!       | Eduviges                      |       |
| 1981 23a edició              |                                  |                               |       |
| Beatriz Sheridan             | Misterio                         | Gladys Madero                 |       |
| Leonor Llausás               | ¡Qué viva Tepito!                | Doña Refugio                  |       |
| Rebecca Silva                | ¡Qué viva Tepito!                | Martha                        |       |
| 1980 22a edició              |                                  |                               |       |
| Diana Bracho                 | El infierno de todos tan temidos | Andrea                        |       |
| Isabela Corona               | El infierno de todos tan temidos | Calandria                     |       |
| Gloriella                    | En la cuerda del hambre          | Flor                          |       |

### Dècada del 1970
| Edició                  | Actriu                                   | Pel·lícula               | Paper |
| ----------------------- | ---------------------------------------- | ------------------------ | ----- |
| 1979 21a edició         |                                          |                          |       |
| Ana Ofelia Murguía      | Cadena perpetua                          | Sra. Romero              |       |
| Blanca Guerra           | Pedro Páramo: el hombre de la media luna | Dolores Preciado         |       |
| Ana Martín              | Los Indolentes                           | Rosa                     |       |
| 1978 20a edició         |                                          |                          |       |
| Lucha Villa             | El lugar sin límites                     | La Japonesa              |       |
| Ana Martín              | El lugar sin límites                     | La Japonesita            |       |
| Yara Patricia           | Los pequeños privilegios                 | Imelda                   |       |
| 1977 19a edició         |                                          |                          |       |
| María Rojo              | Las Poquianchis                          | Guadalupe Moreno         |       |
| Ana Ofelia Murguía      | Las Poquianchis                          | Eva González             |       |
| Adriana Roel            | Renuncia por motivos de salud            | Silvia Tamayo            |       |
| 1976 18a edició         |                                          |                          |       |
| Patricia Reyes Spíndola | Actas de Marusia                         | Rosa Saavedra            |       |
| Graciela Döring         | Coronación                               | Lourdes                  |       |
| Silvia Mariscal         | Actas de Marusia                         | Margarita Ríos           |       |
| 1975 17a edició         |                                          |                          |       |
| Meche Carreño           | La Choca                                 | Flor                     |       |
| Anita Blanch            | Presagio                                 | Mamá Santos              |       |
| Rosenda Monteros        | Rapiña                                   | Rita                     |       |
| 1974 16a edició         |                                          |                          |       |
| Lina Montes             | El principio                             | Doña Cuca Domínguez      |       |
| Carolina Barret         | Calzonzin inspector                      | Doña Pomposa del Rosal   |       |
| Meche Carreño           | Los perros de dios                       | Gorrión                  |       |
| 1973 15a edició         |                                          |                          |       |
| Diana Bracho            | El castillo de la pureza                 | Utopía Lima              |       |
| Anita Blanch            | Los días del amor                        | Grandecita Icaza         |       |
| Gloria Marín            | Mecánica nacional                        | Dora                     |       |
| 1972 14a edició         |                                          |                          |       |
| Helena Rojo             | Fin de fiesta                            | Elena                    |       |
| Rocío Brambila          | Muñeca reina                             | Amilamia Valdivia (niña) |       |
| Ana Martín              | Fin de fiesta                            | Raquel                   |       |

### Època d'Or del cinema mexicà
| Edició              | Actriu                      | Pel·lícula             | Paper |
| ------------------- | --------------------------- | ---------------------- | ----- |
| 1958 13a edició     |                             |                        |       |
| Lucy Gallardo       | Bambalinas                  | Lola Fuentes           |       |
| Gloria Lozano       | La culta dama               | Carmen                 |       |
| Maricruz Olivier    | Esposa te doy               | Amelia Illescas        |       |
| 1957 12a edició     |                             |                        |       |
| Sara García         | La tercera palabra          | Matilde Saldaña        |       |
| Silvia Derbez       | El rey de México            | Toña                   |       |
| Hortensia Santoveña | Talpa                       | La mére                |       |
| 1956 11a edició     |                             |                        |       |
| Blanca de Castejón  | Escuela de vagabundos       | Emilia de Valverde     |       |
| Rita Macedo         | Ensayo de un crimen         | Patricia Terrazas      |       |
| Amparo Villegas     | Una mujer en la calle       | Isabel                 |       |
| 1955 10a edició     |                             |                        |       |
| Amanda del Llano    | La rebelión de los colgados | Aurea                  |       |
| Magda Guzmán        | La duda                     | Marta                  |       |
| Carmen Montejo      | La infame                   | Luisa Barrios          |       |
| 1954 9a edició      |                             |                        |       |
| Katy Jurado         | El bruto                    | Paloma Cabrera         |       |
| Amanda del Llano    | Reportaje                   | Cándida                |       |
| Miroslava           | Las tres perfectas casadas  | Leopoldina Villamil    |       |
| 1953 8a edició      |                             |                        |       |
| Silvia Pinal        | Un rincón cerca del cielo   | Sonia Irina Pérez      |       |
| María Douglas       | La ausente                  | Magdalena              |       |
| Carmen Montejo      | Sor Alegría                 | Sor Angélica           |       |
| 1952 7a edició      |                             |                        |       |
| Carmen Montejo      | Mujeres sin mañana          | Marta                  |       |
| Rita Montaner       | Negro es mi color           | Rita                   |       |
| Natalia Ortiz       | Doña Perfecta               | Doña Remedios          |       |
| 1951 6a edició      |                             |                        |       |
| Stella Inda         | Los olvidados               | Mare de Pedro          |       |
| Patricia Morán      | Otra primavera              | Cristina Montesinos    |       |
| Rosaura Revueltas   | Un día de vida              | Mamá Juanita Reyes     |       |
| 1950 5a edició      |                             |                        |       |
| Martha Roth         | Una familia de tantas       | Marú Cataño            |       |
| Carmelita González  | Ángeles de arrabal          | Lolita                 |       |
| Eugenia Galindo     | Una familia de tantas       | Doña Gracia Cataño     |       |
| 1949 4a edició      |                             |                        |       |
| Columba Domínguez   | Maclovia                    | Sara                   |       |
| Carmelita González  | El cuarto mandamiento       | Cristina               |       |
| Carmen Molina       | Las mañanitas               | Paloma Ramos           |       |
| 1948 3a edició      |                             |                        |       |
| Marga López         | Soledad                     | Evangelina Covarrubias |       |
| Blanca Estela Pavón | Vuelven los García          | Juan Simón López       |       |
| Fanny Schiller      | A media luz                 | Fru-fru                |       |
| 1947 2a edició      |                             |                        |       |
| Lilia Michel        | Vértigo                     | Gabriela Mendoza       |       |
| Pituka de Foronda   | Sinfonía de una vida        |                        |       |
| Marga López         | Mamá Inés                   | Lucía Prados           |       |
| 1946 1a edició      |                             |                        |       |
| Lilia Michel        | Un beso en la noche         | Soledad                |       |
| María Douglas       | El monje blanco             | Mina Amanda            |       |
| Amparo Morillo      | La barraca                  | Roseta Borrull         |       |